# バスの予想
数学、特に代数幾何学では、バスの予想は、特定の代数K-群が有限生成されることになっていると述べている。予想はハイマン・バスによって提案された。

## 予想のステートメント
以下の同等のステートメントはいずれも、バスの予想と呼ばれる。
- 任意の有限生成Z-代数Aに対して、任意のn ≥ 0に対して K'群K'n(A)は有限生成される(K-A-モジュールのK理論、AのG−理論とも呼ばれる)。
- 任意の有限生成Z-代数A、すなわち正則環に対して、K群 Kn(A)は有限生成される(A-局所的に自由なA-modulesのK-理論)。
- Spec(Z)上の有限型の任意のスキームXに対して、K'n(X)は有限生成される。
- Z上の有限型の正規スキームXの場合、 Kn(X) は有限で生成される。

これらのステートメントの等価性は、正則環と局所化列の K理論とK'理論の議論に従う。

## 既知のケース
ダニエル・キレンはバスの予想が、すべての(通常の予想のバージョンに応じて)次元 ≤ 1、すなわち有限フィールド上の代数曲線および数フィールドの整数のリングのスペクトルに対して保持することを示した。
(非正規) リングA = Z[x, y]/x2は無限に生成されたK1(A)を持っている。

## 意味
バスの予想は、Beilinson-Soulé消えゆく予想を意味することが知られている。

## 参照
1. ↑  Kahn, Bruno (2005), “Algebraic K-theory, algebraic cycles and arithmetic geometry”, in Friedlander, Eric; Grayson, Daniel, Handbook of Algebraic K-theory, Berlin, New York: Springer-Verlag, pp. 351–428, doi:10.1007/3-540-27855-9_9, ISBN 978-3-540-23019-9, Theorem 39